# サミュエル・アレクサンダー・キニア・ウィルソン
サミュエル・アレクサンダー・キニア・ウィルソン（Samuel Alexander Kinnier Wilson、1878年12月6日 - 1937年5月12日）は、アメリカ合衆国生まれのイギリスの神経学者。彼が研究していた肝レンズ核の変性による疾患が、後に彼の名にちなんでウィルソン病と名づけられた。彼はイギリスのアッシリア学者、ジェームズ・キニア・ウィルソンの父親でもある。　

## 略歴
彼はアメリカ合衆国ニュージャージー州セダービルで生まれた。ウィルソンが生まれた年に、父が亡くなり、彼の家族はエディンバラへ移り住んだ。 1902年にエディンバラ大学医学部を卒業後は翌年にかけて生理学の学位を取った。その後、フランスのパリへと渡り、神経学者のピエール・マリー (1853-1940）やフランスの医学者、ジョゼフ・ババンスキー (1857-1932）のもとで神経学の基礎を学んだ。1905年には今度はロンドンへと場所を移し、英国初の麻痺・てんかんの専門病院「クイーン・スクエア病院」で研修医、そして病理学者として働いた。 その後、彼はキングス・カレッジ病院で神経学の教授に任命された。
ウィルソンは、臨床神経学を専門に扱い、てんかん、ナルコレプシー、失行 、構音障害の研究に関して多大な貢献を果たした。彼はエディンバラ大学医学部から1912年に"進行性レンズ核変性"という学位論文で 肝レンズ核変性症について説明して金賞を受賞した。彼はこの病気の研究によって名誉を与えられ、その後この病気は "ウィルソン病"として知られるようになった。 また、彼の論文から、彼は "錐体外路"という用語を神経医学に取り入れた功績がある。
ウィルソンは神経学の分野において多くの影響力を残した。1920年に創業した「週刊神経学、心療内科」の編集者として見いだされ、後に「週刊神経内科、神経外科、心療内科」として知られるようになった。そして、彼の遺作として1940年に上下2巻の神経内科に関する大著が上梓されたのだった。
彼が亡くなる直前に、英国の生理学者である チャールズ・シェリントン (1857-1952)とともにエドガー・エイドリアン 医学博士（後に、ケンブリッジのエイドリアン男爵に叙位。1889-1977）が働きかけて、権威ある最古の科学アカデミーである「王立協会」の会員にウィルソンが選ばれた。